# Bentazépam
Le bentazépam est une thiénodiazépine proche de la famille des benzodiazépines. Le bentazépam possède une demi-vie courte, de deux à quatre heures. Le surdosage de bentazépam peut entrainer une dépression respiratoire et un coma. Comme toutes les benzodiazépines, celle-ci possède des propriétés anxiolytiques, anticonvulsivantes, hypnotiques et myorelaxantes.

## Mécanisme d'action
Le bentazépam agit comme un agoniste au niveau des récepteurs GABAA.

## Réglementation
Le bentazépam est inscrit le 10 juillet 2025 sur la liste des substances stupéfiantes interdites en France. 